# Мценский район
Мценский район — административно-территориальная единица (район) и муниципальное образование (муниципальный район) в Орловской области России.
Административный центр — город Мценск (не входит в состав района).

## География
Район расположен на севере области. Граничит с Тульской областью, с Корсаковским, Новосильским, Залегощенским, Орловским, Болховским районами Орловской области.
Время
Мценский район, как и вся Орловская область, находится в часовой зоне МСК (московское время). Смещение применяемого времени относительно UTC составляет +3:00.

### Климат
Климат района умеренно—континентальный (в классификации Кёппена — Dfb). Удалённость от моря и  взаимодействующие между собой северо-западные океанические и восточные континентальные массы воздуха определяют характер погоды. Зима умеренно прохладная. Периодически похолодания меняются оттепелями. Лето неустойчивое, со сменяющимися периодами сильной жары и прохлады.
Атмосферные осадки выпадают в умеренном количестве, по месяцам распределяются неравномерно — наибольшее их количество выпадает в летнее время.
Водные ресурсы
Основные реки: Ока, Зуша, Чернь, Алешня, Мцыня, Зароща, Студенец, Наречье, Ядрынка.

## История
Район образован 30 июля 1928 года в составе Орловского округа Центрально-Чернозёмной области, в него вошла часть территории бывшего Мценского уезда Орловской губернии (упразднённого в 1924 году). 

13 июня 1934 года после ликвидации Центрально-Чернозёмной области район вошёл в состав вновь образованной Курской области. 

27 сентября 1937 года район вошёл в состав вновь образованной Орловской области. 

15 марта 1956 года в состав района вошла территория упраздненного Тельченского района. 

В феврале 1963 года город Мценск получил статус города областного подчинения, район преобразован в Мценский сельский район с включением в него территории упразднённого Корсаковского района. 

12 января 1965 года территория бывшего Корсаковского района передана восстановленному Новосильскому району.

## Население
| 1959    | 1970    | 1979    | 1989    | 2002    | 2009    | 2010    | 2012    | 2013    |
| ------- | ------- | ------- | ------- | ------- | ------- | ------- | ------- | ------- |
| 47 680  | ↘31 402 | ↘24 160 | ↘22 317 | ↘20 757 | ↘18 615 | ↗19 233 | ↘19 085 | ↘18 999 |
| 2014    | 2015    | 2016    | 2017    | 2018    | 2019    | 2020    | 2021    | 2023    |
| ↗19 053 | ↘18 693 | ↘18 279 | ↘17 980 | ↘17 690 | ↘17 519 | ↘17 230 | ↗17 364 | ↘16 795 |

### Национальный состав
По итогам переписи населения 2020 года проживали следующие национальности (национальности менее 0,1 % и другое, см. в сноске к строке «Другие»):
| Национальность | Численность, чел. | Доля     |
| -------------- | ----------------- | -------- |
| Русские        | 16 019            | 92,25 %  |
| Агулы          | 88                | 0,51 %   |
| Украинцы       | 85                | 0,49 %   |
| Армяне         | 71                | 0,41 %   |
| Азербайджанцы  | 48                | 0,28 %   |
| Таджики        | 35                | 0,20 %   |
| Ассирийцы      | 27                | 0,16 %   |
| Чеченцы        | 23                | 0,13 %   |
| Молдаване      | 18                | 0,10 %   |
| Другие         | 950               | 5,47 %   |
| Итого          | 17 364            | 100,00 % |

## Административно-муниципальное устройство
Мценский район в рамках административно-территориального устройства включает 14 сельсоветов.
В рамках организации местного самоуправления на территории района созданы 14 муниципальных образований со статусом сельских поселений:
| №  | Муниципальное образование                | Административный центр   | Количество населённых пунктов | Население (чел.) | Площадь (км²) |
| -- | ---------------------------------------- | ------------------------ | ----------------------------- | ---------------- | ------------- |
| 1  | Алябьевское сельское поселение           | деревня Верхнее Алябьево | 23                            | ↘610             | 163,02        |
| 2  | Аникановское сельское поселение          | деревня Аниканово        | 19                            | ↘593             | 81,99         |
| 3  | Башкатовское сельское поселение          | деревня Башкатово        | 24                            | ↘497             | 119,01        |
| 4  | Воинское сельское поселение              | деревня Первый Воин      | 18                            | ↘1395            | 96,56         |
| 5  | Высокинское сельское поселение           | деревня Высокое          | 25                            | ↘1130            | 154,18        |
| 6  | Карандаковское сельское поселение        | деревня Фроловка         | 21                            | ↘1011            | 118,40        |
| 7  | Отрадинское сельское поселение           | село Отрадинское         | 9                             | ↘2175            | 49,47         |
| 8  | Подберёзовское сельское поселение        | деревня Подберёзово      | 16                            | ↘1830            | 134,81        |
| 9  | Подмокринское сельское поселение         | посёлок Нововолковский   | 11                            | ↘1444            | 87,06         |
| 10 | Протасовское сельское поселение          | деревня Протасово        | 13                            | ↘904             | 134,44        |
| 11 | Спасско-Лутовиновское сельское поселение | село Спасское-Лутовиново | 26                            | ↘2111            | 131,68        |
| 12 | Тельченское сельское поселение           | село Тельчье             | 29                            | ↘1507            | 215,77        |
| 13 | Чахинское сельское поселение             | село Подбелевец          | 17                            | ↘984             | 86,03         |
| 14 | Черемошёнское сельское поселение         | село Черемошны           | 11                            | ↘604             | 88,43         |

## Населённые пункты
В Мценском районе 262 населённых пункта.
| №   | Населённый пункт    | Тип     | Население | Муниципальное образование                |
| --- | ------------------- | ------- | --------- | ---------------------------------------- |
| 1   | Азарово             | деревня | ↗133      | Воинское сельское поселение              |
| 2   | Алёшня              | деревня | ↗183      | Высокинское сельское поселение           |
| 3   | Анахино             | деревня | ↘110      | Тельченское сельское поселение           |
| 4   | Аниканово           | деревня | ↗215      | Аникановское сельское поселение          |
| 5   | Апальково           | деревня | ↗99       | Башкатовское сельское поселение          |
| 6   | Арсеньево           | деревня | 0         | Протасовское сельское поселение          |
| 7   | Афанасьевский       | посёлок | 14        | Чахинское сельское поселение             |
| 8   | Бабенково Второе    | деревня | 0         | Карандаковское сельское поселение        |
| 9   | Бабенково Первое    | деревня | 1         | Карандаковское сельское поселение        |
| 10  | Байдино             | деревня | 1         | Высокинское сельское поселение           |
| 11  | Бараново            | деревня | 10        | Высокинское сельское поселение           |
| 12  | Бастыево            | деревня | ↗127      | Спасско-Лутовиновское сельское поселение |
| 13  | Башкатово           | деревня | ↘417      | Башкатовское сельское поселение          |
| 14  | Белый Колодец       | деревня | 25        | Тельченское сельское поселение           |
| 15  | Березуевка          | деревня | 7         | Алябьевское сельское поселение           |
| 16  | Берещино            | деревня | 11        | Алябьевское сельское поселение           |
| 17  | Богатищево          | деревня | 12        | Башкатовское сельское поселение          |
| 18  | Богданово           | деревня | 4         | Высокинское сельское поселение           |
| 19  | Богданчики          | деревня | 50        | Чахинское сельское поселение             |
| 20  | Болгары             | деревня | 61        | Алябьевское сельское поселение           |
| 21  | Болотово            | деревня | 54        | Воинское сельское поселение              |
| 22  | Большая Каменка     | деревня | ↘755      | Спасско-Лутовиновское сельское поселение |
| 23  | Большая Круглица    | деревня | 0         | Башкатовское сельское поселение          |
| 24  | Большая Круглица    | деревня | 13        | Протасовское сельское поселение          |
| 25  | Большое Думчино     | деревня | 35        | Подмокринское сельское поселение         |
| 26  | Большое Лыково      | деревня | 58        | Подберёзовское сельское поселение        |
| 27  | Большое Рыбино      | деревня | 6         | Тельченское сельское поселение           |
| 28  | Большое Тёплое      | село    | 12        | Алябьевское сельское поселение           |
| 29  | Большой Одинок      | деревня | 9         | Протасовское сельское поселение          |
| 30  | Брагино             | деревня | ↘463      | Тельченское сельское поселение           |
| 31  | Братский            | посёлок | 12        | Высокинское сельское поселение           |
| 32  | Бугры               | деревня | 22        | Высокинское сельское поселение           |
| 33  | Буравлёнки          | деревня | 0         | Отрадинское сельское поселение           |
| 34  | Бутики              | деревня | 6         | Чахинское сельское поселение             |
| 35  | Валуйский           | посёлок | 18        | Отрадинское сельское поселение           |
| 36  | Верхнее Алябьево    | деревня | ↘434      | Алябьевское сельское поселение           |
| 37  | Верхнее Ущерево     | деревня | 0         | Тельченское сельское поселение           |
| 38  | Верхние Прилепы     | деревня | 15        | Чахинское сельское поселение             |
| 39  | Верхняя Зароща      | деревня | 51        | Спасско-Лутовиновское сельское поселение |
| 40  | Власово             | деревня | 5         | Алябьевское сельское поселение           |
| 41  | Волково             | деревня | ↘600      | Подмокринское сельское поселение         |
| 42  | Волобуево           | деревня | 1         | Аникановское сельское поселение          |
| 43  | Волобуево           | деревня | 5         | Башкатовское сельское поселение          |
| 44  | Воля                | посёлок | 54        | Подмокринское сельское поселение         |
| 45  | Вороново            | деревня | 20        | Карандаковское сельское поселение        |
| 46  | Второй Воин         | деревня | 61        | Воинское сельское поселение              |
| 47  | Выскребенково       | деревня | 22        | Карандаковское сельское поселение        |
| 48  | Высокое             | деревня | ↗348      | Высокинское сельское поселение           |
| 49  | Гаврилец            | деревня | 0         | Воинское сельское поселение              |
| 50  | Гамаюново           | деревня | 46        | Подберёзовское сельское поселение        |
| 51  | Гантюрёво           | деревня | 30        | Подберёзовское сельское поселение        |
| 52  | Гладкое             | деревня | ↘280      | Алябьевское сельское поселение           |
| 53  | Глазуново           | деревня | →446      | Карандаковское сельское поселение        |
| 54  | Глебово             | деревня | 1         | Башкатовское сельское поселение          |
| 55  | Глинское            | деревня | 12        | Карандаковское сельское поселение        |
| 56  | Гнеушево            | деревня | 9         | Спасско-Лутовиновское сельское поселение |
| 57  | Головлёво           | деревня | 74        | Подмокринское сельское поселение         |
| 58  | Горбовский          | посёлок | 7         | Высокинское сельское поселение           |
| 59  | Горбунцово          | деревня | 10        | Высокинское сельское поселение           |
| 60  | Городище            | деревня | 10        | Башкатовское сельское поселение          |
| 61  | Городище            | деревня | 1         | Тельченское сельское поселение           |
| 62  | Гостево             | посёлок | 8         | Башкатовское сельское поселение          |
| 63  | Гостевский          | посёлок | 1         | Башкатовское сельское поселение          |
| 64  | Грачики             | деревня | 46        | Протасовское сельское поселение          |
| 65  | Гудилово            | деревня | 1         | Алябьевское сельское поселение           |
| 66  | Гуторово            | деревня | 7         | Тельченское сельское поселение           |
| 67  | Гущино              | деревня | 45        | Спасско-Лутовиновское сельское поселение |
| 68  | Гущинский           | посёлок | 14        | Спасско-Лутовиновское сельское поселение |
| 69  | Дворики             | деревня | 18        | Воинское сельское поселение              |
| 70  | Дежкино             | деревня | 0         | Тельченское сельское поселение           |
| 71  | Деменино            | деревня | 1         | Башкатовское сельское поселение          |
| 72  | Десятый Октябрь     | посёлок | 4         | Спасско-Лутовиновское сельское поселение |
| 73  | Дмитриевка          | деревня | 12        | Чахинское сельское поселение             |
| 74  | Дмитриевский        | посёлок | 18        | Высокинское сельское поселение           |
| 75  | Добрая Вода         | деревня | ↗273      | Протасовское сельское поселение          |
| 76  | Доброводский Второй | посёлок | 16        | Протасовское сельское поселение          |
| 77  | Долгое              | деревня | 5         | Алябьевское сельское поселение           |
| 78  | Дробышево           | деревня | 8         | Карандаковское сельское поселение        |
| 79  | Дружный             | посёлок | 22        | Карандаковское сельское поселение        |
| 80  | Дубовая             | деревня | 0         | Тельченское сельское поселение           |
| 81  | Елизаветинка        | деревня | 20        | Высокинское сельское поселение           |
| 82  | Железница           | деревня | 45        | Воинское сельское поселение              |
| 83  | Жердево             | деревня | 5         | Башкатовское сельское поселение          |
| 84  | Жилинково           | деревня | 30        | Аникановское сельское поселение          |
| 85  | Жилино              | деревня | ↘596      | Подберёзовское сельское поселение        |
| 86  | Журавинка           | деревня | 14        | Черемошёнское сельское поселение         |
| 87  | Заречная Ферма      | посёлок | 1         | Отрадинское сельское поселение           |
| 88  | Заречье             | посёлок | 66        | Спасско-Лутовиновское сельское поселение |
| 89  | Зелёная Роща        | посёлок | 54        | Подмокринское сельское поселение         |
| 90  | Зелёный Дубок       | деревня | 15        | Алябьевское сельское поселение           |
| 91  | Зелёный Холм        | посёлок | 1         | Спасско-Лутовиновское сельское поселение |
| 92  | Знаменка            | деревня | 0         | Карандаковское сельское поселение        |
| 93  | Знаменка            | деревня | 1         | Спасско-Лутовиновское сельское поселение |
| 94  | Знаменское          | село    | 71        | Высокинское сельское поселение           |
| 95  | Золотухино          | деревня | 12        | Черемошёнское сельское поселение         |
| 96  | Ивановский          | посёлок | ↘178      | Аникановское сельское поселение          |
| 97  | Изоткино            | деревня | 4         | Протасовское сельское поселение          |
| 98  | Ильково             | деревня | 35        | Подмокринское сельское поселение         |
| 99  | Казанский           | посёлок | ↗279      | Подберёзовское сельское поселение        |
| 100 | Казьминка           | деревня | 8         | Тельченское сельское поселение           |
| 101 | Калинеево           | деревня | 12        | Тельченское сельское поселение           |
| 102 | Каменево            | деревня | 72        | Воинское сельское поселение              |
| 103 | Каменка             | деревня | 1         | Башкатовское сельское поселение          |
| 104 | Карандаково         | деревня | 48        | Карандаковское сельское поселение        |
| 105 | Кассино             | деревня | 0         | Тельченское сельское поселение           |
| 106 | Касьяново           | деревня | 1         | Тельченское сельское поселение           |
| 107 | Катушищево          | деревня | 29        | Спасско-Лутовиновское сельское поселение |
| 108 | Кикино              | деревня | 33        | Отрадинское сельское поселение           |
| 109 | Кислино             | село    | 9         | Алябьевское сельское поселение           |
| 110 | Кобяково            | деревня | 13        | Протасовское сельское поселение          |
| 111 | Кокуренково         | деревня | 13        | Тельченское сельское поселение           |
| 112 | Конев               | посёлок | 1         | Спасско-Лутовиновское сельское поселение |
| 113 | Коневка             | деревня | 6         | Алябьевское сельское поселение           |
| 114 | Константиновка      | деревня | 18        | Воинское сельское поселение              |
| 115 | Корнилово           | деревня | 0         | Тельченское сельское поселение           |
| 116 | Королёвка           | деревня | 18        | Черемошёнское сельское поселение         |
| 117 | Коськово            | деревня | 5         | Башкатовское сельское поселение          |
| 118 | Красная Горка       | деревня | 1         | Подберёзовское сельское поселение        |
| 119 | Красный             | посёлок | 9         | Аникановское сельское поселение          |
| 120 | Красный Борец       | посёлок | 91        | Подберёзовское сельское поселение        |
| 121 | Красный Октябрь     | посёлок | 12        | Спасско-Лутовиновское сельское поселение |
| 122 | Красный Хутор       | посёлок | 0         | Воинское сельское поселение              |
| 123 | Кренино             | деревня | 14        | Спасско-Лутовиновское сельское поселение |
| 124 | Круглик             | посёлок | 27        | Черемошёнское сельское поселение         |
| 125 | Кручь               | деревня | 10        | Высокинское сельское поселение           |
| 126 | Крыцино             | деревня | ↗109      | Подберёзовское сельское поселение        |
| 127 | Кузнецовка          | деревня | 25        | Карандаковское сельское поселение        |
| 128 | Лехановка           | деревня | 57        | Спасско-Лутовиновское сельское поселение |
| 129 | Лисица              | деревня | 14        | Отрадинское сельское поселение           |
| 130 | Ломи-Полозово       | село    | 4         | Алябьевское сельское поселение           |
| 131 | Лопашино            | деревня | 1         | Спасско-Лутовиновское сельское поселение |
| 132 | Лужки               | посёлок | 31        | Подберёзовское сельское поселение        |
| 133 | Лукьяново           | деревня | 1         | Башкатовское сельское поселение          |
| 134 | Лыково-Бухово       | деревня | 1         | Чахинское сельское поселение             |
| 135 | Малая Каменка       | деревня | 1         | Спасско-Лутовиновское сельское поселение |
| 136 | Малая Круглица      | деревня | 0         | Протасовское сельское поселение          |
| 137 | Малое Алисово       | деревня | 4         | Карандаковское сельское поселение        |
| 138 | Малое Думчино       | деревня | ↘164      | Подмокринское сельское поселение         |
| 139 | Марс                | деревня | 1         | Карандаковское сельское поселение        |
| 140 | Мелынь              | деревня | ↘168      | Высокинское сельское поселение           |
| 141 | Меркулово           | деревня | 37        | Спасско-Лутовиновское сельское поселение |
| 142 | Миново              | деревня | 27        | Карандаковское сельское поселение        |
| 143 | Михайлов Брод       | деревня | 11        | Подберёзовское сельское поселение        |
| 144 | Морозовский         | посёлок | 8         | Карандаковское сельское поселение        |
| 145 | Мужицкий            | посёлок | 0         | Воинское сельское поселение              |
| 146 | Наречье             | деревня | 1         | Алябьевское сельское поселение           |
| 147 | Нарыково            | деревня | 1         | Башкатовское сельское поселение          |
| 148 | Нарышкино           | деревня | 9         | Отрадинское сельское поселение           |
| 149 | Нечаевский          | посёлок | 49        | Карандаковское сельское поселение        |
| 150 | Нижнее Алябьево     | деревня | 12        | Алябьевское сельское поселение           |
| 151 | Нижнее Ущерево      | деревня | 5         | Тельченское сельское поселение           |
| 152 | Нижние Прилепы      | деревня | 4         | Чахинское сельское поселение             |
| 153 | Нижняя Зароща       | деревня | ↗283      | Спасско-Лутовиновское сельское поселение |
| 154 | Никольское          | деревня | 22        | Алябьевское сельское поселение           |
| 155 | Нововолковский      | посёлок | ↘459      | Подмокринское сельское поселение         |
| 156 | Новосёлки           | деревня | 8         | Алябьевское сельское поселение           |
| 157 | Новосёлки           | деревня | 23        | Чахинское сельское поселение             |
| 158 | Образцово           | посёлок | 0         | Высокинское сельское поселение           |
| 159 | Овчух               | деревня | 1         | Воинское сельское поселение              |
| 160 | Озеривля            | деревня | 4         | Аникановское сельское поселение          |
| 161 | Отрадинское         | село    | ↘2799     | Отрадинское сельское поселение           |
| 162 | Панама              | деревня | 1         | Протасовское сельское поселение          |
| 163 | Пахомово            | деревня | 0         | Башкатовское сельское поселение          |
| 164 | Пашутино            | деревня | 0         | Алябьевское сельское поселение           |
| 165 | Первый Воин         | деревня | ↗1010     | Воинское сельское поселение              |
| 166 | Передовик           | посёлок | 27        | Спасско-Лутовиновское сельское поселение |
| 167 | Петровка            | деревня | 0         | Воинское сельское поселение              |
| 168 | Петровское          | деревня | 13        | Черемошёнское сельское поселение         |
| 169 | Плесеево            | деревня | 1         | Алябьевское сельское поселение           |
| 170 | Победа              | посёлок | 4         | Высокинское сельское поселение           |
| 171 | Поветкино           | деревня | 5         | Аникановское сельское поселение          |
| 172 | Подбелевец          | село    | ↗361      | Чахинское сельское поселение             |
| 173 | Подберёзово         | деревня | ↘367      | Подберёзовское сельское поселение        |
| 174 | Подмокрое           | деревня | 44        | Подмокринское сельское поселение         |
| 175 | Подполовецкое       | деревня | 21        | Чахинское сельское поселение             |
| 176 | Подчернево          | деревня | 0         | Тельченское сельское поселение           |
| 177 | Подъяковлево        | деревня | 24        | Высокинское сельское поселение           |
| 178 | Полянки             | посёлок | 10        | Высокинское сельское поселение           |
| 179 | Поповка             | посёлок | 6         | Тельченское сельское поселение           |
| 180 | Приволье            | деревня | 21        | Аникановское сельское поселение          |
| 181 | Пробуждение         | деревня | 1         | Тельченское сельское поселение           |
| 182 | Прогресс            | посёлок | 7         | Высокинское сельское поселение           |
| 183 | Пролетарский        | посёлок | 1         | Алябьевское сельское поселение           |
| 184 | Протасово           | деревня | ↗466      | Протасовское сельское поселение          |
| 185 | Прудище             | деревня | 18        | Спасско-Лутовиновское сельское поселение |
| 186 | Прудищенский        | посёлок | 1         | Спасско-Лутовиновское сельское поселение |
| 187 | Пятино              | деревня | 4         | Аникановское сельское поселение          |
| 188 | Пятиновка           | деревня | 1         | Чахинское сельское поселение             |
| 189 | Пятово              | деревня | 22        | Чахинское сельское поселение             |
| 190 | Разинкино           | деревня | 0         | Тельченское сельское поселение           |
| 191 | Рассвет             | посёлок | 1         | Аникановское сельское поселение          |
| 192 | Рекорд              | посёлок | 1         | Башкатовское сельское поселение          |
| 193 | Ровны               | деревня | 0         | Алябьевское сельское поселение           |
| 194 | Рогозин Колодец     | деревня | 8         | Аникановское сельское поселение          |
| 195 | Руднево             | деревня | 1         | Аникановское сельское поселение          |
| 196 | Рябиновка           | деревня | 6         | Чахинское сельское поселение             |
| 197 | Савенка             | деревня | 0         | Башкатовское сельское поселение          |
| 198 | Савенково           | деревня | 4         | Башкатовское сельское поселение          |
| 199 | Садовая             | деревня | 19        | Черемошёнское сельское поселение         |
| 200 | Самохин Луг         | деревня | 5         | Черемошёнское сельское поселение         |
| 201 | Санаторий «Войново» | посёлок | ↘125      | Воинское сельское поселение              |
| 202 | Свобода             | посёлок | 11        | Подмокринское сельское поселение         |
| 203 | Севрюково           | деревня | 19        | Черемошёнское сельское поселение         |
| 204 | Сергиевское         | село    | 80        | Воинское сельское поселение              |
| 205 | Серебряный          | посёлок | 13        | Аникановское сельское поселение          |
| 206 | Синяевский          | посёлок | 1         | Чахинское сельское поселение             |
| 207 | Слобода             | деревня | 1         | Башкатовское сельское поселение          |
| 208 | Слободка            | деревня | 44        | Воинское сельское поселение              |
| 209 | Слободка            | деревня | 0         | Тельченское сельское поселение           |
| 210 | Смородинка          | деревня | 6         | Воинское сельское поселение              |
| 211 | Соборный            | посёлок | 15        | Чахинское сельское поселение             |
| 212 | Соймоново           | деревня | 10        | Высокинское сельское поселение           |
| 213 | Сокол               | посёлок | 0         | Алябьевское сельское поселение           |
| 214 | Сомово              | деревня | 4         | Карандаковское сельское поселение        |
| 215 | Сомово              | деревня | 38        | Спасско-Лутовиновское сельское поселение |
| 216 | Сонино              | деревня | 0         | Тельченское сельское поселение           |
| 217 | Сосновый            | посёлок | ↗355      | Тельченское сельское поселение           |
| 218 | Спасское            | село    | 30        | Протасовское сельское поселение          |
| 219 | Спасское-Лутовиново | село    | ↘365      | Спасско-Лутовиновское сельское поселение |
| 220 | Старая Отрада       | деревня | 17        | Отрадинское сельское поселение           |
| 221 | Старенково          | деревня | 1         | Тельченское сельское поселение           |
| 222 | Сторожевое          | деревня | 13        | Аникановское сельское поселение          |
| 223 | Стрельниково        | деревня | 15        | Высокинское сельское поселение           |
| 224 | Студенец            | деревня | 4         | Подберёзовское сельское поселение        |
| 225 | Студенниково        | деревня | 6         | Тельченское сельское поселение           |
| 226 | Студимля            | деревня | 7         | Черемошёнское сельское поселение         |
| 227 | Сухая Зуша          | деревня | 5         | Карандаковское сельское поселение        |
| 228 | Счастливка          | деревня | 38        | Аникановское сельское поселение          |
| 229 | Сычи                | деревня | ↗269      | Протасовское сельское поселение          |
| 230 | Тельчье             | село    | ↘1069     | Тельченское сельское поселение           |
| 231 | Тиганово            | деревня | 11        | Тельченское сельское поселение           |
| 232 | Толмачёво           | деревня | 78        | Аникановское сельское поселение          |
| 233 | Торкуновка          | деревня | 10        | Аникановское сельское поселение          |
| 234 | Третий Воин         | деревня | 17        | Воинское сельское поселение              |
| 235 | Тросное             | деревня | 36        | Высокинское сельское поселение           |
| 236 | Тулянский           | посёлок | 26        | Тельченское сельское поселение           |
| 237 | Фарафоново          | деревня | ↘183      | Аникановское сельское поселение          |
| 238 | Филипповский        | посёлок | 0         | Карандаковское сельское поселение        |
| 239 | Фроловка            | деревня | ↘149      | Карандаковское сельское поселение        |
| 240 | Хабаровка           | деревня | 25        | Черемошёнское сельское поселение         |
| 241 | Хальзево            | деревня | 7         | Подберёзовское сельское поселение        |
| 242 | Хапово              | деревня | 0         | Высокинское сельское поселение           |
| 243 | Харчиково           | деревня | 0         | Башкатовское сельское поселение          |
| 244 | Хаустово            | деревня | 1         | Высокинское сельское поселение           |
| 245 | Хвощёво             | деревня | 1         | Тельченское сельское поселение           |
| 246 | Холодково           | деревня | 14        | Подберёзовское сельское поселение        |
| 247 | Хомутово            | деревня | 29        | Аникановское сельское поселение          |
| 248 | Хутор Одинок        | деревня | 6         | Высокинское сельское поселение           |
| 249 | Цветочный           | посёлок | ↘156      | Спасско-Лутовиновское сельское поселение |
| 250 | Цуриково            | деревня | 11        | Башкатовское сельское поселение          |
| 251 | Цыгановка           | деревня | 10        | Чахинское сельское поселение             |
| 252 | Чахино              | деревня | ↘98       | Чахинское сельское поселение             |
| 253 | Черемошны           | село    | ↗489      | Черемошёнское сельское поселение         |
| 254 | Чичерино            | деревня | 6         | Подберёзовское сельское поселение        |
| 255 | Чупахино            | деревня | 33        | Башкатовское сельское поселение          |
| 256 | Шашкино             | деревня | ↘201      | Карандаковское сельское поселение        |
| 257 | Шейно               | деревня | 11        | Подмокринское сельское поселение         |
| 258 | Шейново             | деревня | 1         | Алябьевское сельское поселение           |
| 259 | Шеламово            | деревня | 88        | Спасско-Лутовиновское сельское поселение |
| 260 | Шумово              | деревня | 0         | Башкатовское сельское поселение          |
| 261 | Ядрино              | деревня | ↗219      | Подберёзовское сельское поселение        |
| 262 | Ярыгино             | деревня | 34        | Отрадинское сельское поселение           |

Упразднённые населённые пункты:
- 1998 год — деревня Бобрики Алябьевского сельсовета; деревни Сатыевка и Богородецкое Воинского сельсовета; деревня Фатьяново и поселок Красный Высокинского сельсовета; деревня Буравленки Отрадинского сельсовета; поселок Коноревский Подмокринского сельсовета; деревни Трусово, Каменка и Роковое-2 Протасовского сельсовета; деревня Малое Дежкино Тельченского сельсовета[28].
- 2004 год — деревни Малый Одинок и Роковое Первое Протасовского сельсовета, село Афанасьевское Чахинского сельсовета[29]

## Транспорт
Через район проходят пути Курского направления Московской железной дороги, а также важнейшая автомобильная магистраль федерального значения — М2E 105.

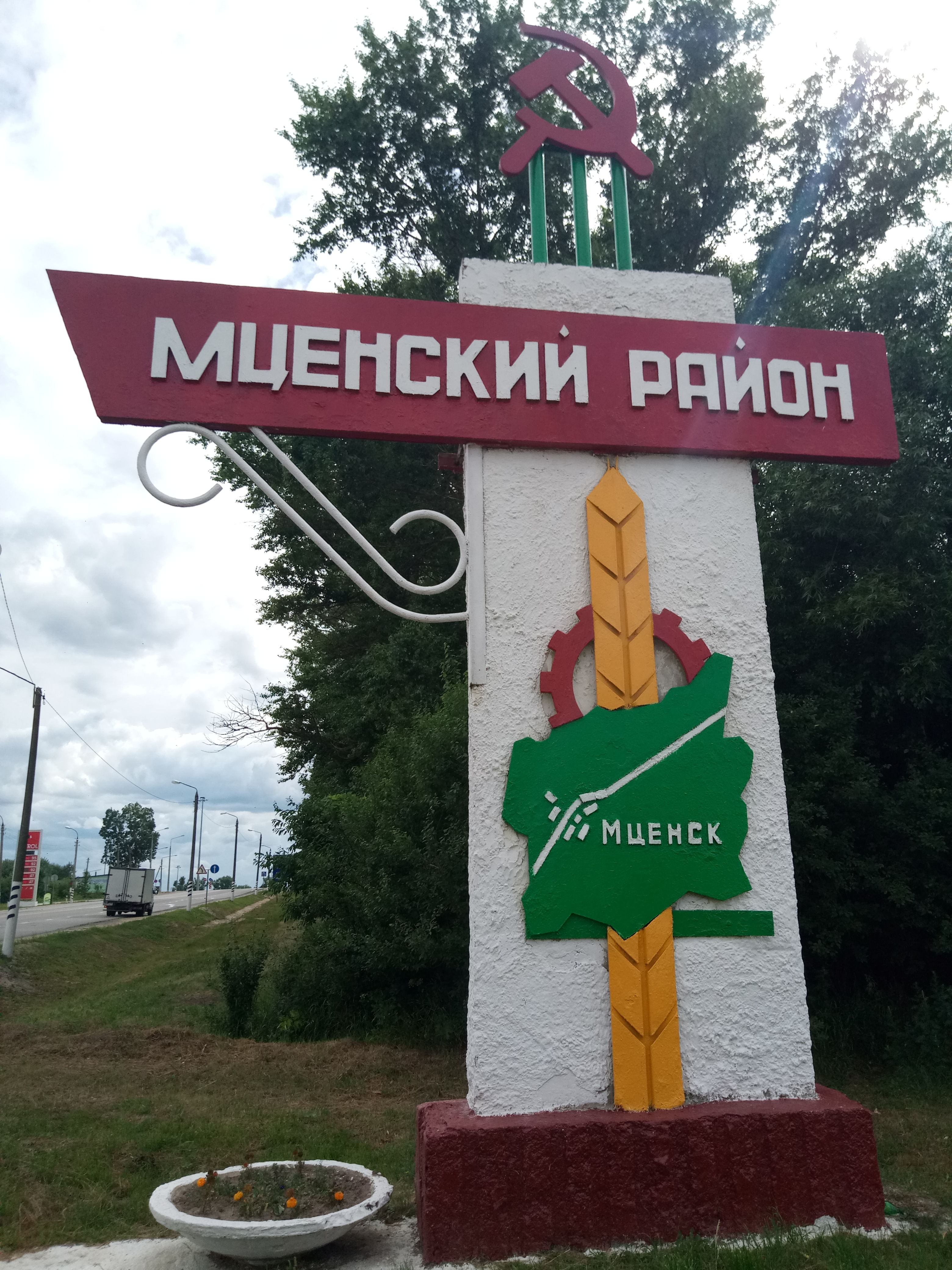
Стела на трассе

Функционирует широкая сеть автобусного сообщения по району, а также в соседние районы и соседние области: в Орёл, Болхов, Чернь.
Кроме того, через Мценск проходят междугородние автобусы:
- Брянск — Тула
- Калуга — Орёл
- Москва — Орёл
- Москва — Новосиль

На станции Мценск останавливаются многие поезда на маршруте из Москвы в Орёл, Курск, Белгород и обратно, а также поезд Санкт-Петербург — Белгород, позволяя добраться жителям района в Северную столицу.

## Культура

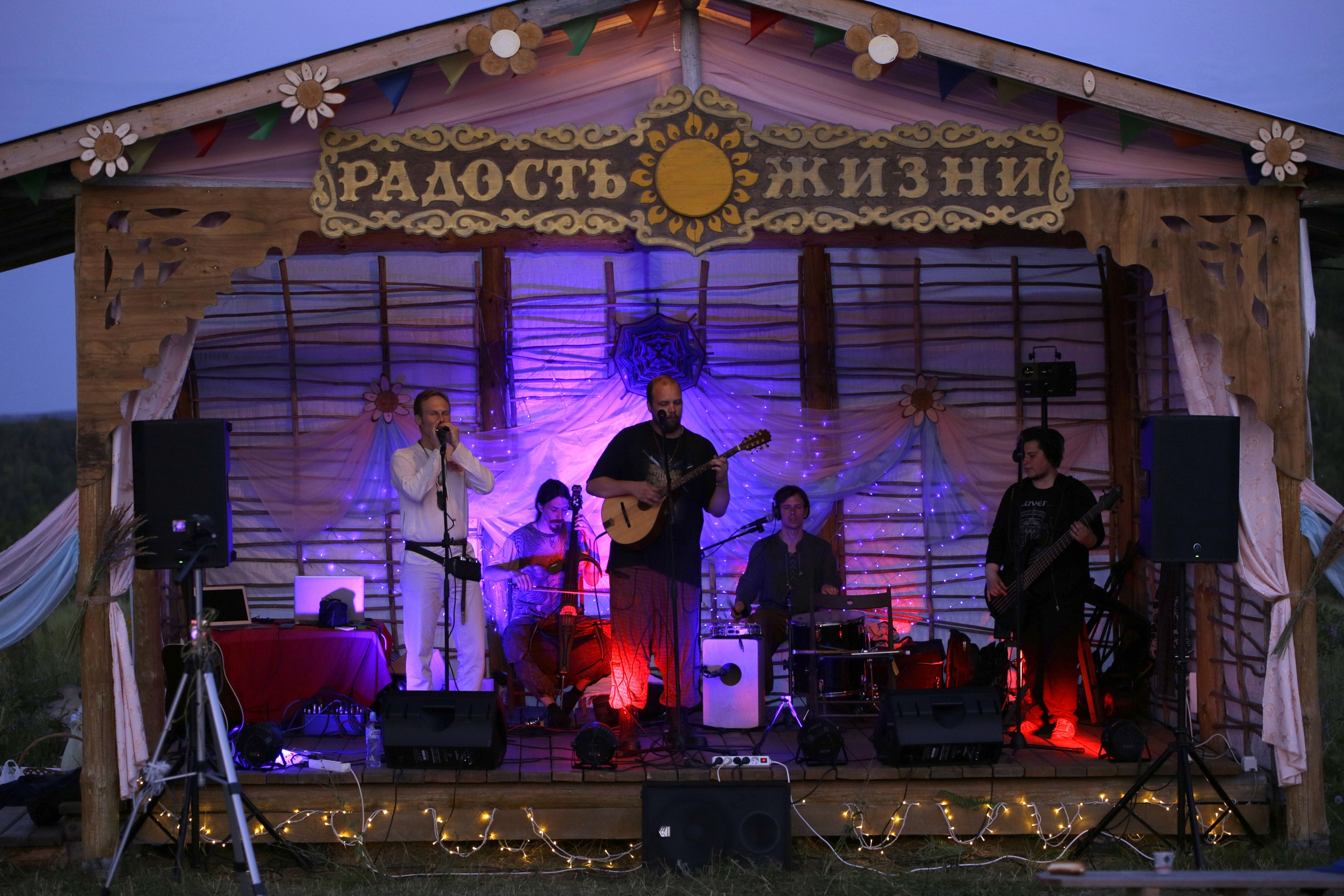
Этнофестиваль "Радость жизни" в Междуречье

Каждый год, в июне проходят Тургеневские праздники.
Ежегодно в начале июля в бывшей усадьбе Афанасия Фета около деревни Новоселки проводится районный праздник  "За околицей".
В середине июля в посёлке Междуречье проводится этнофестиваль "Радость Жизни".

## Известные люди
В Мценском уезде родились Лесков, Фет, Новиков, ученый-селекционер В. И. Будаговский, композитор Калинников, военный деятель Самонов, автор учебников по русскому языку Баранов Михаил Трофимович.

## Достопримечательности
- Усадьба Спасское-Лутовиново